# Madrid (Iowa)
Pour les articles homonymes, voir Madrid (homonymie).
Madrid (en anglais [ˈmædrɪd]) est une ville du comté de Boone, en Iowa, aux États-Unis. Elle est fondée en 1846 et incorporée le 9 juin 1883. Elle est initialement nommée Swede Point par ses fondateurs suédois.

## Galerie photographique

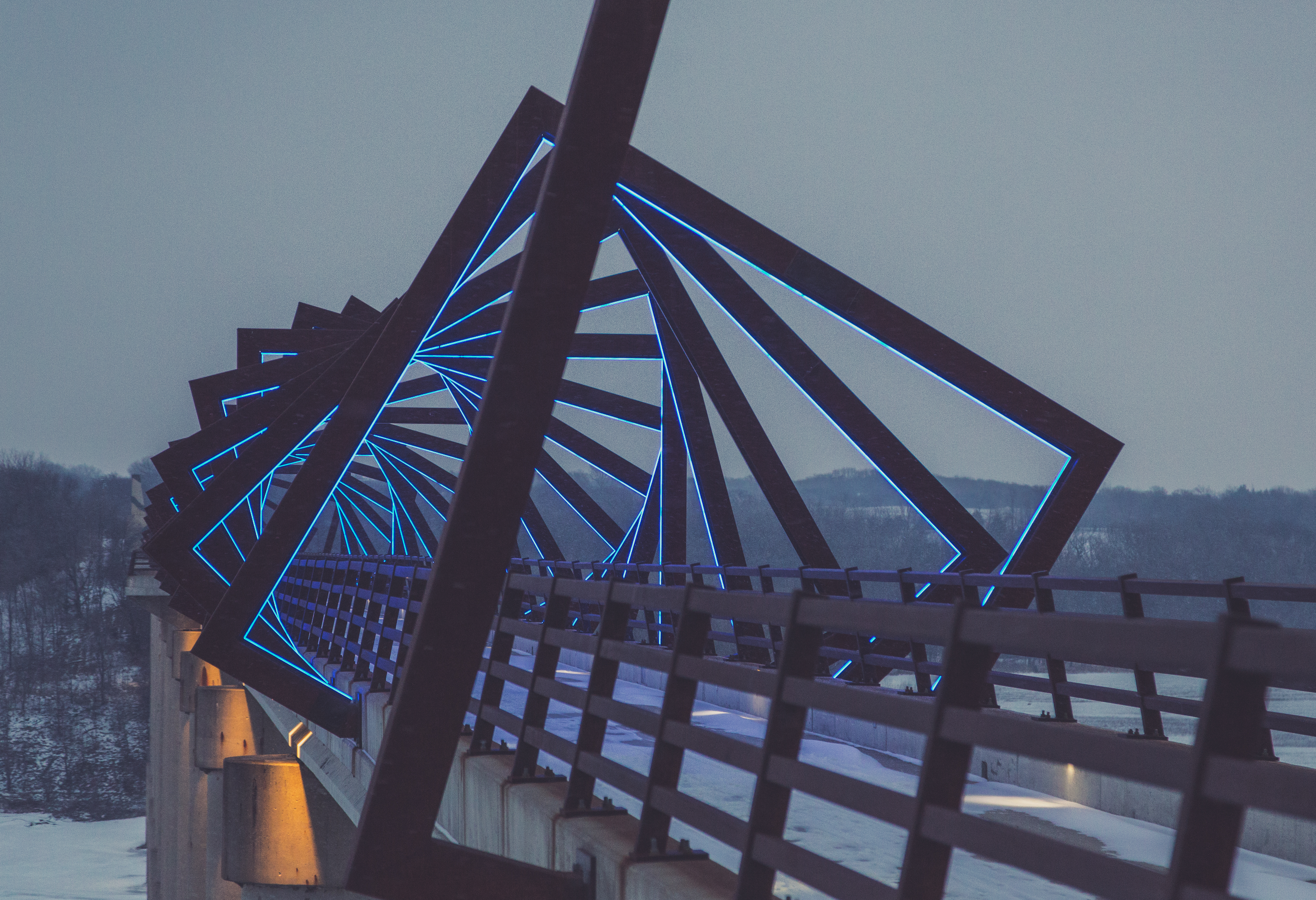
Pont sur la rivière Des Moines, reliant Woodward à Madrid.
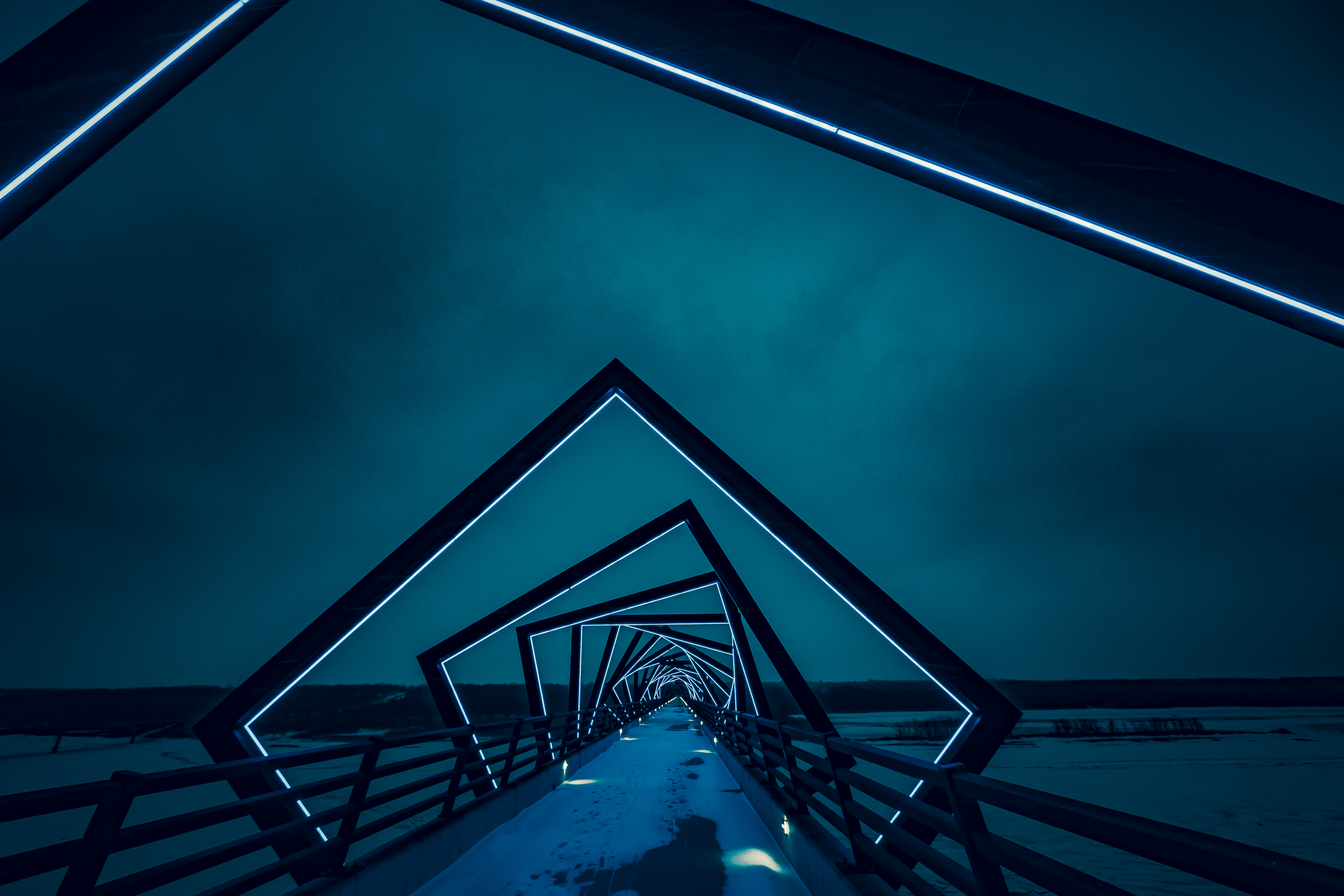
Autre vue du pont, aujourd'hui élément de la voie verte High Trestle Trail.
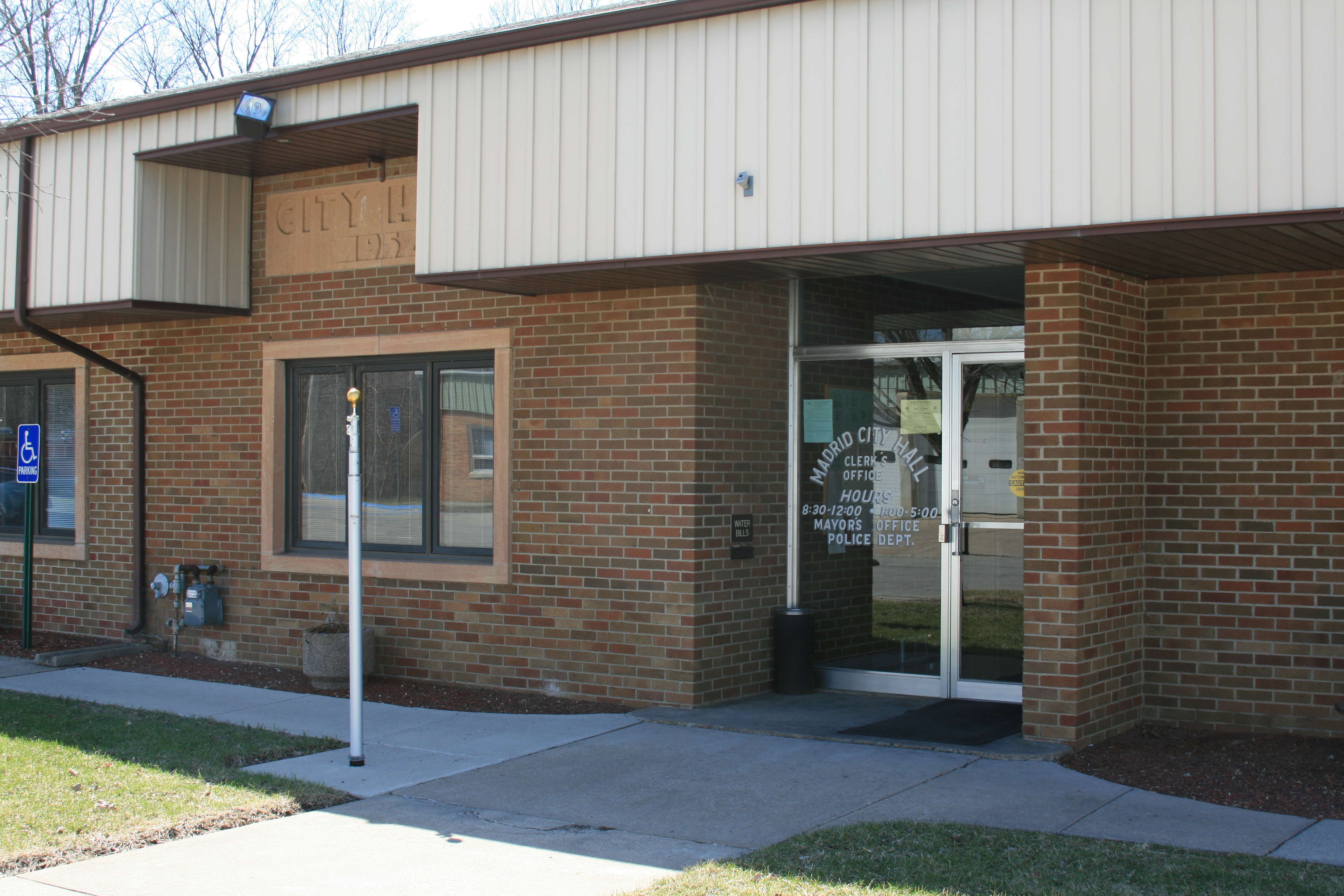
Mairie de Madrid.
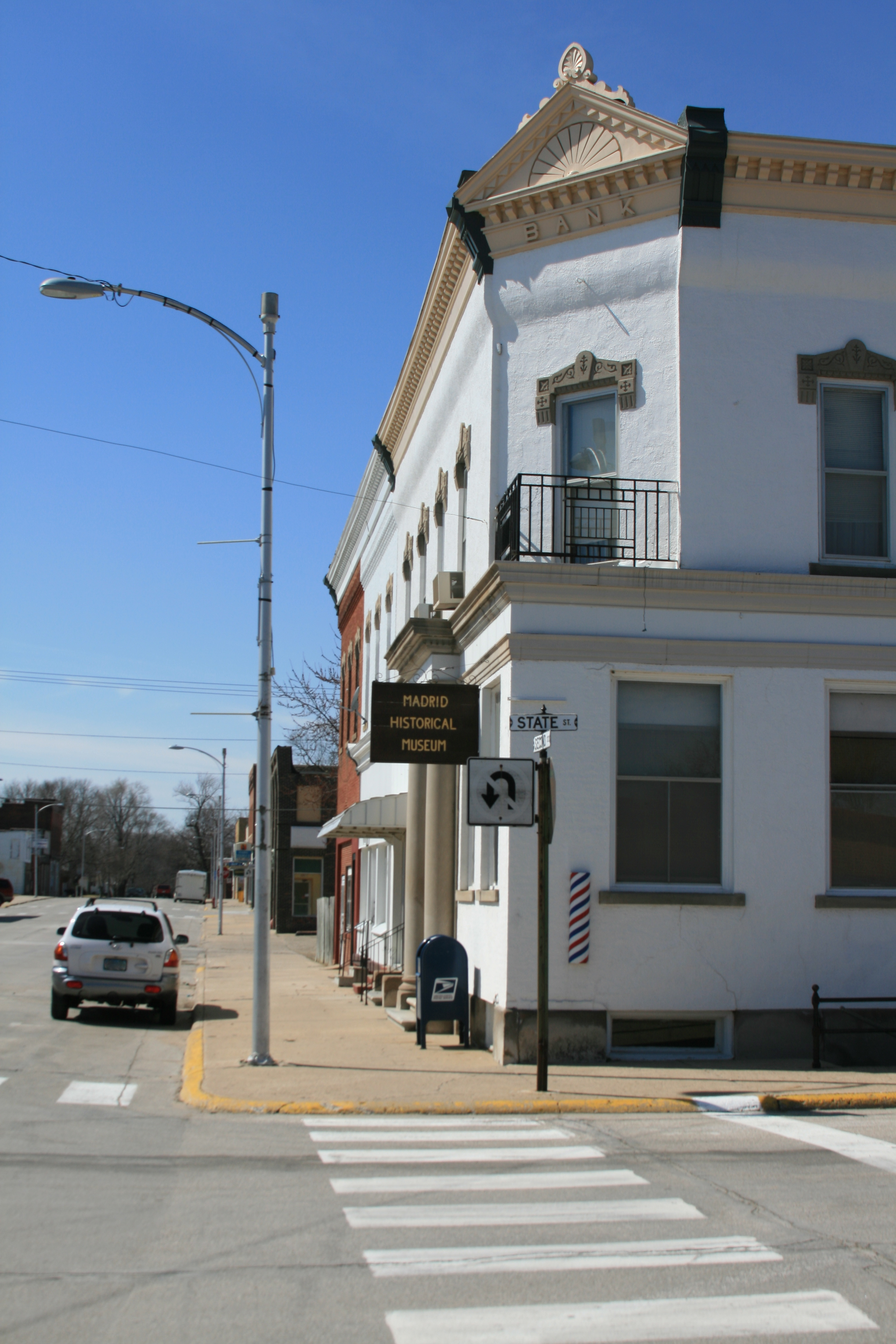
Musée historique.
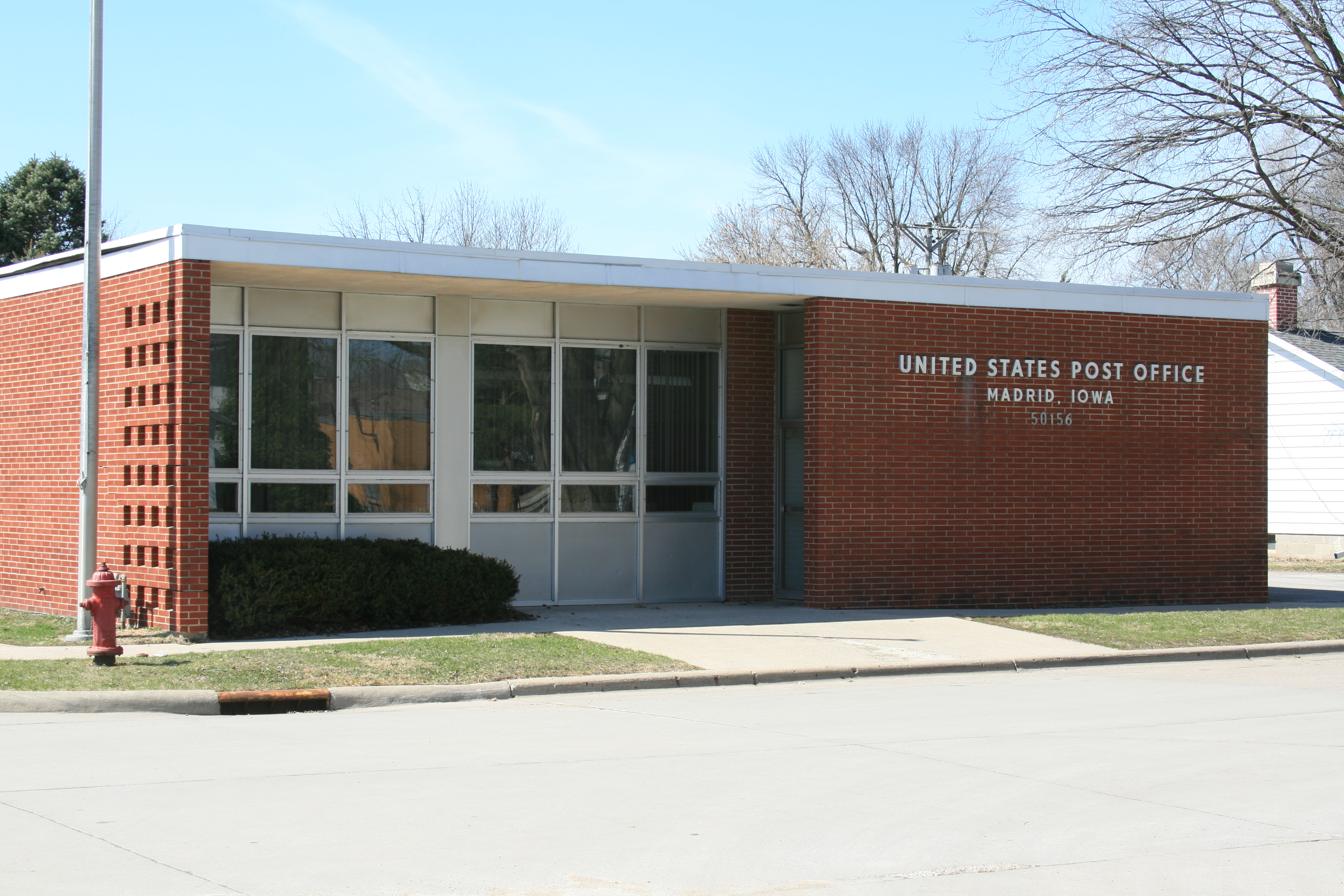
Bureau de poste.
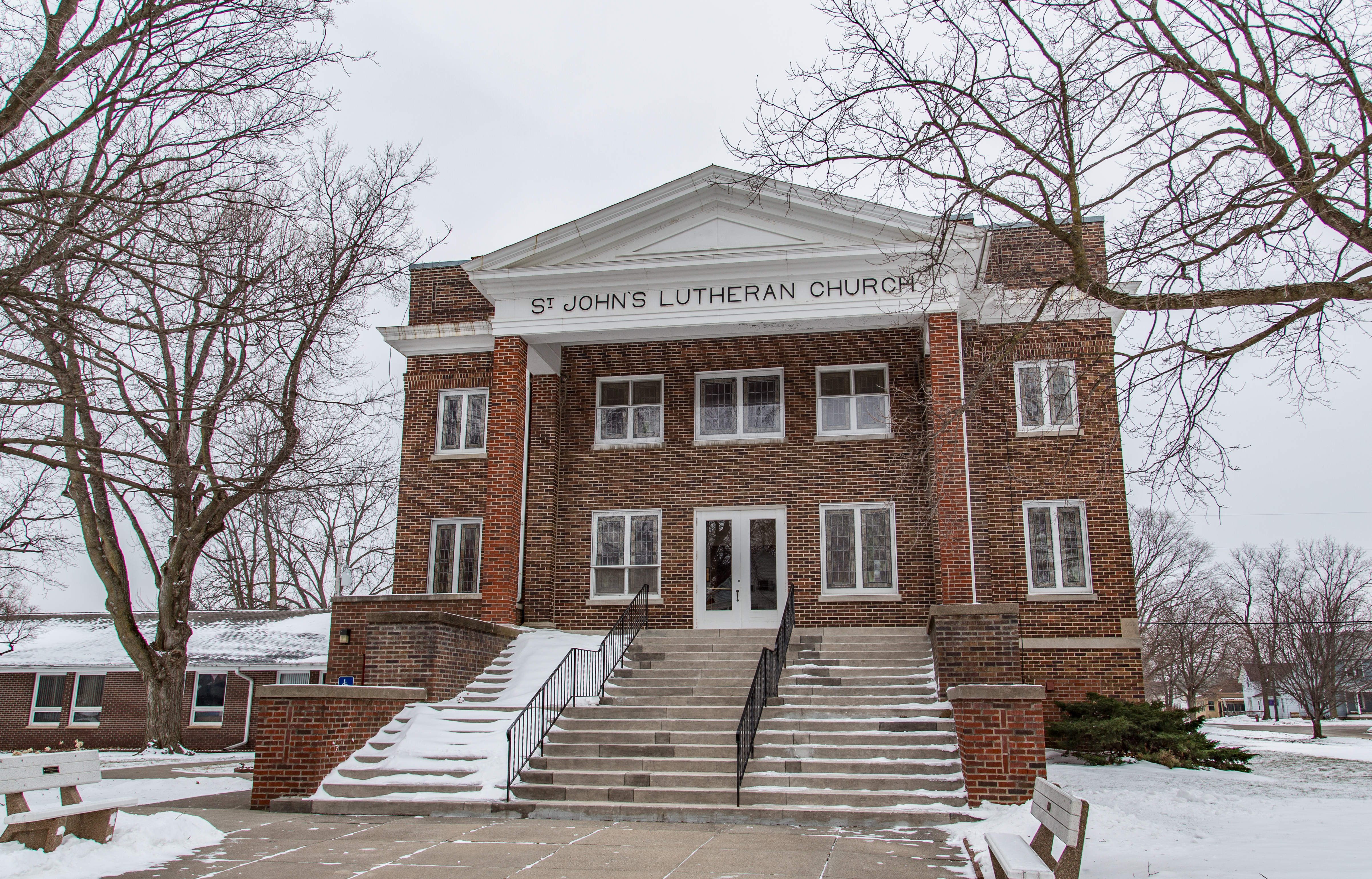
Église luthérienne

## Source de la traduction
- (en) Cet article est partiellement ou en totalité issu de l’article de Wikipédia en anglais intitulé « Madrid, Iowa » (voir la liste des auteurs).